# Armorial des communes de la Savoie
L'armorial des communes de la Savoie dresse l'ensemble des armoiries (figures et blasonnements) connues des communes du département français de la Savoie disposant d'un blason.
Les communes portant des armes héraldiquement fautives (armes à enquerre) sont incluses ; la rubrique des détails fait mention de leur statut particulier. Les communes ne disposant pas d'un blason et celles arborant un pseudo-blason (dessin d'amateur ressemblant vaguement à un blason, mais ne respectant aucune règle de construction héraldique) sont quant à elles volontairement exclues de cet armorial. Leur statut est mentionné à la fin de chaque lettre.

Blason officieux du département de la Savoie : De gueules à la croix d'argent.

- Haut – A
- B
- C
- D
- E
- F
- G
- H
- I
- J
- K
- L
- M
- N
- O
- P
- Q
- R
- S
- T
- U
- V
- W
- X
- Y
- Z

(1 dessin(s) en attente.S )

## A
| Blason de Aiguebelette-le-Lac | Blason  | De gueules à la fasce haussée échiquetée d'argent et d'azur de deux tires, accompagnée d'une étoile d'or au point du chef, au chevron abaissé du même soutenu d'une aigle du second. |
| Blason de Aiguebelette-le-Lac | Détails | Le statut officiel du blason reste à déterminer. |

| Blason de Aiguebelle | Blason  | Coupé de Savoie, et de sinople à trois anguilles d'or nageant en fasce et rangées en pal. |
| Blason de Aiguebelle | Détails | Le statut officiel du blason reste à déterminer.                                          |

| Blason de Aigueblanche | Blason  | De gueules à l'aigle d'argent.                                                                   |
| Blason de Aigueblanche | Détails | Armes parlantes (aigueblanche ≈ aigle blanche). Le statut officiel du blason reste à déterminer. |

| Blason de Aime | Blason  | D'azur au lion d'or cantonné de quatre écussons cousus de gueules* chargés chacun d'une croix du second                                                   |
| Blason de Aime | Détails | * Ces armes emploient le terme « cousu » dans le seul but de contrevenir à la règle de contrariété des couleurs : elles sont fautives : Gueules sur Azur. |

| Blason de Aix-les-Bains | Blason  | De gueules à une étoile d'or au point du chef.   |
| Blason de Aix-les-Bains | Détails | Le statut officiel du blason reste à déterminer. |

| Blason de Albertville | Blason  | Parti de gueules à la croix d'argent cantonnée d'une tour de même en pointe senestre ; et d'un coupé d'argent et d'azur, à une ancre de sable chargée d'une gerbe d'or brochant sur le tout. |
| Blason de Albertville | Détails | La partie dextre du blason correspond aux armes DE CONFLANS, la tour symbolisant la porte Tarine. Dans la partie senestre du blason, correspondant aux armes DE L'HÔPITAL, l'azur représente les rivières, l'ancre évoque le flottage du bois et les activités portuaires, la gerbe symbolise l'endiguement de l'Arly et l'extension des champs. Le statut officiel du blason reste à déterminer. |

| Blason de Apremont | Blason  | Fascé d'or et de sable                           |
| Blason de Apremont | Détails | Le statut officiel du blason reste à déterminer. |

| Blason de Arbin | Blason  | Écartelé : au 1er d’or à l’aigle de sable becquée et membrée de gueules (LAZARY), au 2e d’azur à un moulin à aubes d’or, au 3e d’azur à un bouclier romain brochant sur deux pilums passés en sautoir, le tout d’or, au 4e d’or à une grappe de raisin de pourpre tigée et feuillée de sinople ; sur le tout, de gueules à la croix d’argent (de Savoie). |
| Blason de Arbin | Détails | Le 1er reprend les armes des LAZARY, le 2d rappelle les 12 moulins à eau sur la Crouza, le 3e l'origine romaine du village et le 4e l'activité vinicole du lieu. Armoiries conçues par M. André SOHY, adoptées par la municipalité le 21 mars 2003. |

| Blason de Argentine | Blason  | D'or à un châtaignier arraché de sinople. Ornements extérieursL'écu est d'une forme particulière similaire à la forme allemande. Il est représenté couché, lambrequiné d'or et de sinople, et est taré d'un heaume lui-même sommé d'une couronne de baron. Devise / Cri« pasco bonos pungoque malos » (je nourris les bons et je pique les méchants). |
| Blason de Argentine | Détails | Reprise des armes de la famille CASTAGNÉRI DE CHÂTEAUNEUF. Le statut officiel du blason reste à déterminer. |

| Blason de Arvillard | Blason  | D'or à l'aigle d'azur becquée, membrée et couronnée de gueules. Devise / Cri« nube altius » (au dessus des nuages).                                       |
| Blason de Arvillard | Détails | Reprise des armes d'Hubert et d'Anthelme D'ARVILLARD, Seigneurs du lieu au temps de la Croisade de 1185. Le statut officiel du blason reste à déterminer. |

| Blason de Attignat-Oncin | Blason  | D'or fretté de sable, au franc-quartier de gueules à la croix d'argent(franc-quartier de Savoie). |
| Blason de Attignat-Oncin | Détails | Le statut officiel du blason reste à déterminer.                                                  |

| Blason de Avressieux | Blason  | D'azur à deux fasces d'argent accompagnées en pointe d'un écusson de gueules à la croix d'argent ; à la bande de gueules brochant sur le tout. |
| Blason de Avressieux | Détails | Adopté en septembre 2020. |

Pas d'information pour les communes suivantes : Aillon-le-Jeune, Aillon-le-Vieux, Aime-la-Plagne, Aiton, Albiez-le-Jeune, Albiez-Montrond, Allondaz, Les Allues, Aussois, Les Avanchers-Valmorel, Avrieux, Ayn.
Arith porte un pseudo-blason.
- Haut – A
- B
- C
- D
- E
- F
- G
- H
- I
- J
- K
- L
- M
- N
- O
- P
- Q
- R
- S
- T
- U
- V
- W
- X
- Y
- Z

## B
| Blason de Barberaz | Blason  | Écartelé : au 1er d’or à une tour de sinople ouverte de sable et ajourée du champ, au 2d de sinople à un léopard d’or, au 3e de sinople à une grue d’or contournée et portant sa vigilance, au 4e d’or à trois feuilles de chêne de sinople ; sur le tout de gueules à la croix d'argent (de Savoie). |
| Blason de Barberaz | Détails | - La TOUR représente les demeures que les nobles et les bourgeois chambériens avaient fait construire sur le coteau pour y chercher en été la nature et la fraîcheur. - Les GRUES cendrées vivent en groupe sous la garde d'un des leurs, la "vigilance" portant une pierre ; si celle-ci s'endort, la pierre tombe, réveillant les autres. La vigilance, c'est Sainte Madeleine qui jadis depuis la chapelle de la Maladière veillait sur toute la plaine à qui elle a donné le nom. - Le LÉOPARD symbolise le nom de la commune qui viendrait du domaine qu'aurait possédé autrefois un barbare (un étranger). Au lion de l'empire romain chrétien on pouvait ainsi opposer le léopard. - Les FEUILLES DE CHÊNE sont la représentation du coteau, jadis couvert de forêts de châtaigniers et de chênes. C'est là que se sont installés les premiers habitants de Barberaz, la plaine restant marécageuse pendant de longs siècles. Le statut officiel du blason reste à déterminer. |

| Blason de Bâthie (La) | Blason  | D’or à la bande d’azur chargée de deux lettres capitales A et V formées par des flèches d’or, renversées et enlacées, accompagnée en chef d’une tour de gueules et en pointe d’un écusson de gueules à la croix d’argent. |
| Blason de Bâthie (La) | Détails | Le statut officiel du blason reste à déterminer. |

| Blason de Beaufort | Blason  | D'azur à trois tours d'argent mal ordonnées.     |
| Blason de Beaufort | Détails | Le statut officiel du blason reste à déterminer. |

| Blason de Bessans | Blason  | De sable au diable d’or accorné de quatre pièces, contourné et enfermé dans des flammes de gueules mises en croissant.                                          |
| Blason de Bessans | Détails | * Il y a là non-respect de la règle de contrariété des couleurs : ces armes sont fautives (gueules sur sable). Le statut officiel du blason reste à déterminer. |

| Blason de Billième | Blason  | De gueules à la croix d'argent, chargée d'une grappe de raisin de pourpre tigée et feuillée de sinople, brochante. |
| Blason de Billième | Détails | Le statut officiel du blason reste à déterminer.                                                                   |

| Blason de Biolle (La) | Blason  | D'or aux trois bouleaux futés d'argent et feuillés de sinople, celui du centre plus haut, le tout posé sur un mont du même, au franc-canton de gueules chargé d'une croix d'argent. |
| Blason de Biolle (La) | Détails | Le statut officiel du blason reste à déterminer. |

| Blason de Bonneval-sur-Arc | Blason  | D'azur à la montagne d'argent chargée d'une marmotte contournée au naturel, surmontée d'une fasce voûtée coupée d'argent et de gueules et touchant le chef. |
| Blason de Bonneval-sur-Arc | Détails | Le statut officiel du blason reste à déterminer. |

| Blason de Bourget-du-Lac (Le) | Blason  | D'azur à trois besants d'or.                     |
| Blason de Bourget-du-Lac (Le) | Détails | Le statut officiel du blason reste à déterminer. |

| Blason de Bourg-Saint-Maurice | Blason  | D'azur à la croix d'argent chargée d'une croix tréflée de gueules, cantonnée au 1er des lettres S et M onciales gothiques d'or, au 2d d'une étoile du même, au 3e d'une aigle du même accostée de deux clochettes aussi d'argent et soutenue d'un casque de Ceutron du même, au 4e d'un sapin arraché d'or. |
| Blason de Bourg-Saint-Maurice | Détails | Armoiries dont la première trace remonte à février 1923. |

| Blason de Brides-les-Bains | Blason  | D'azur à la libellule d'or.                      |
| Blason de Brides-les-Bains | Détails | Le statut officiel du blason reste à déterminer. |

| Blason de Bridoire (La) | Blason  | D’argent à un pont alésé d’azur, maçonné de sable, issant d'une mer du champ, au chef de Savoie. |
| Blason de Bridoire (La) | Détails | Le statut officiel du blason reste à déterminer.                                                 |

| Blason de Brison-Saint-Innocent | Blason  | Coupé d'un parti d'argent à l'aigle de sable, et d'un contre-écartelé d'hermine et de gueules ; et d'azur à un lavaret d'argent soutenu d'une grappe de raisin tigée et feuillée d'une pièce d'or. Ornements extérieursTrois tours d'or maçonnées et crénelées couronnent le blason soutenu par deux palmes de sinople : mimosa fleuri d'or et branche de laurier. |
| Blason de Brison-Saint-Innocent | Détails | Le statut officiel du blason reste à déterminer. |

Pas d'information pour les communes suivantes : La Balme, Barby, Bassens, La Bauche, Bellecombe-en-Bauges, Belmont-Tramonet, Betton-Bettonet, Le Bois, Bonneval, Bonvillard, Bonvillaret, Bourdeau, Bourget-en-Huile, Bourgneuf, Bozel, Bramans
- Haut – A
- B
- C
- D
- E
- F
- G
- H
- I
- J
- K
- L
- M
- N
- O
- P
- Q
- R
- S
- T
- U
- V
- W
- X
- Y
- Z

## C
| Blason de Césarches | Blason  | De gueules au carreau d'or; au chef d'argent chargé de deux cors d'azur, l'embouchure à dextre. |
| Blason de Césarches | Détails | Le statut officiel du blason reste à déterminer.                                                |

| Blason de Challes-les-Eaux | Blason  | D'argent à la croix ancrée de sable.             |
| Blason de Challes-les-Eaux | Détails | Le statut officiel du blason reste à déterminer. |

| Blason de Chambéry | Blason  | De gueules à la croix d'argent cantonnée d'une étoile d'or en chef dextre. Devise / CriCustodibus istis (à nos gardiens)                                                          |
| Blason de Chambéry | Détails | La ville avait le privilège de porter les mêmes armes que son souverain, Emmanuel-Philibert, avec une étoile d'or comme brisure. Le statut officiel du blason reste à déterminer. |

| Blason de Chambre (La) | Blason  | D'azur semé de fleurs de lis d'or (de France ancien), à la bande de gueules. |
| Blason de Chambre (La) | Détails | Le statut officiel du blason reste à déterminer.                             |

| Blason de Chamoux-sur-Gelon | Blason  | D'argent à la montagne de deux pics de sinople, chargée d'un château d'argent à deux tours posé sur un tertre de sinople; au chef de gueules chargé de trois quintefeuilles d'argent. |
| Blason de Chamoux-sur-Gelon | Détails | Le statut officiel du blason reste à déterminer. |

| Blason de Châteauneuf | Blason  | D'or au chef d'azur.                             |
| Blason de Châteauneuf | Détails | Le statut officiel du blason reste à déterminer. |
| Blason de Châteauneuf | Alias   | D'or au châtaignier de sinople fruité du champ.  |

| Blason de Châtelard (Le) | Blason  | De gueules à la croix d'argent, cantonnée aux 1er et 4e d'un château de trois tours d'or maçonné de sable. |
| Blason de Châtelard (Le) | Détails | Armes parlantes. (château) Le statut officiel du blason reste à déterminer.                                |

| Blason de Chignin | Blason  | De gueules au chevron d'hermine.                 |
| Blason de Chignin | Détails | Le statut officiel du blason reste à déterminer. |

| Blason de Chindrieux | Blason  | De gueules à la croix d'argent chargée d'une grappe de raisin en ombre de sable et cantonnée au premier canton d'une étoile du même* ; au comble d'or chargé de sept étoiles de sable ordonnées 5 et 2. |
| Blason de Chindrieux | Détails | Conflit héraldique : le chef ne montre que quatre étoiles. * Il y a là non-respect de la règle de contrariété des couleurs : ces armes sont fautives (sable sur gueules, interdit en héraldique).       |

| Blason de Cognin | Blason  | De gueules à la bande d'argent chargée d'un heaume de sable à plomb taré de front. |
| Blason de Cognin | Détails | Le statut officiel du blason reste à déterminer.                                   |

| Blason de Compôte (La) | Blason  | D'or à la bande engrêlée de gueules.             |
| Blason de Compôte (La) | Détails | Le statut officiel du blason reste à déterminer. |

| Blason de Courchevel | Blason  | Mi-parti d'or à l'aigle bicéphale d'azur, parti de gueules à la croix d'argent (de Savoie) ; le tout sommé d'un chef de gueules soutenu d'argent.               |
| Blason de Courchevel | Détails | La commune est officiellement née le 1er janvier 2017, de la fusion de Saint-Bon-Tarentaise et de La Perrière. Le statut officiel du blason reste à déterminer. |

Pas d'information pour les communes suivantes : Cevins, Chamousset, Champ-Laurent, Champagneux, Champagny-en-Vanoise, Chanaz, La Chapelle, La Chapelle-Blanche, La Chapelle-du-Mont-du-Chat, La Chapelle-Saint-Martin, Les Chapelles, Le Châtel, La Chavanne, Les Chavannes-en-Maurienne, Cléry, Cohennoz, Coise-Saint-Jean-Pied-Gauthier, Conjux, Corbel, Crest-Voland, La Croix-de-la-Rochette, Cruet, Curienne
- Haut – A
- B
- C
- D
- E
- F
- G
- H
- I
- J
- K
- L
- M
- N
- O
- P
- Q
- R
- S
- T
- U
- V
- W
- X
- Y
- Z

## D
| Blason de Doucy-en-Bauges | Blason  | D'or à la bande de gueules chargée de trois quintefeuilles d'argent. |
| Blason de Doucy-en-Bauges | Détails | Le statut officiel du blason reste à déterminer.                     |

Pas d'information pour les communes des Déserts, de Domessin, Drumettaz-Clarafond et Dullin.
Détrier porte un pseudo-blason.
- Haut – A
- B
- C
- D
- E
- F
- G
- H
- I
- J
- K
- L
- M
- N
- O
- P
- Q
- R
- S
- T
- U
- V
- W
- X
- Y
- Z

## E
| Blason de Échelles (Les) | Blason  | De sinople à une échelle de quatre barreaux d'argent posée en bande, au chef cousu de gueules chargé d'une croix aussi d'argent (Chef de Savoie).                                                                                     |
| Blason de Échelles (Les) | Détails | * Ces armes emploient le terme « cousu » dans le seul but de contrevenir à la règle de contrariété des couleurs : elles sont fautives : gueules sur azur. Armes parlantes. (échelle) Le statut officiel du blason reste à déterminer. |

| Blason de École | Blason  | Parti: au 1 d'or à une tête de chamois de tenné, au 2 de gueules à la croix tréflée d'argent; à la burelle ondée d'azur brochant en pointe sur la partition; le tout au chef d'azur chargé d'une montagne de sept sommets d'argent [du lieu, dans le massif des Bauges]. |
| Blason de École | Détails | Créé par JF Binon. Bulletin 2022 |

| Blason de Esserts-Blay | Blason  | D'azur à une tour crénelée d'or senestrée d'un avant-mur du même lui-aussi crénelé, ouvert d'un portique de sable chargé d'une étoile du second. |
| Blason de Esserts-Blay | Détails | Reprise des armes de la famille de RIDDES, l'une des familles seigneuriales du lieu. Le statut officiel du blason reste à déterminer.            |

Pas d'information pour les communes suivantes : Entrelacs, Entremont-le-Vieux, Épierre, Étable
- Haut – A
- B
- C
- D
- E
- F
- G
- H
- I
- J
- K
- L
- M
- N
- O
- P
- Q
- R
- S
- T
- U
- V
- W
- X
- Y
- Z

## F
| Blason de Feissons-sur-Isère | Blason  | De gueules à la croix d'argent chargée en cœur d'une tour carrée de sable, ajourée de deux pièces d'argent et à la base alésée en barre. |
| Blason de Feissons-sur-Isère | Détails | Blason Historique : la commune a fusionné avec La Léchère au 1er janvier 2019.                                                           |

| Blason de Flumet | Blason  | De gueules à deux clefs d'or passées en sautoir. |
| Blason de Flumet | Détails | Le statut officiel du blason reste à déterminer. |

| Blason de Fontcouverte-la-Toussuire | Blason  | D'azur à un besant d'or chargé d'une aigle de sable, becquée et membrée de gueules, portant un écusson du même à la croix d'argent. |
| Blason de Fontcouverte-la-Toussuire | Détails | Le statut officiel du blason reste à déterminer.                                                                                    |

| Blason de Fourneaux | Blason  | De gueules à la croix d'argent chargée de la croix de Guerre 1939-1945 avec étoile au naturel en chef, d'un four au trait de sable en pointe, et sur sa traverse, de l’inscription APUD FORNELLOS du même. Devise / CriAPUD FORNELLOS (près des fourneaux) |
| Blason de Fourneaux | Détails | Armes parlantes. Le statut officiel du blason reste à déterminer. |

Pas d'information pour les communes suivantes : Feissons-sur-Salins, Francin, Freney, Fréterive, Frontenex.
- Haut – A
- B
- C
- D
- E
- F
- G
- H
- I
- J
- K
- L
- M
- N
- O
- P
- Q
- R
- S
- T
- U
- V
- W
- X
- Y
- Z

## G
| Blason de Giettaz (La) | Blason  | D'azur mantelé-versé d'argent, à un arbre arraché de sinople brochant sur le tout ; au chef parti de gueules à la croix d'argent (de Savoie) et d'un palé d'or et de gueules. |
| Blason de Giettaz (La) | Détails | Le statut officiel du blason reste à déterminer. |

| Blason de Gilly-sur-Isère | Blason  | D’or à trois fasces de gueules, à la bande d’argent chargée de trois canettes d’azur becquées et membrées de gueules, brochant sur le tout. |
| Blason de Gilly-sur-Isère | Détails | Le statut officiel du blason reste à déterminer.                                                                                            |

| Blason de Grésy-sur-Isère | Blason  | D'argent à la tour de gueules, maçonnée, ouverte et ajourée de sable, adextrée d'un avant-mur de gueules maçonné aussi de sable à l'ouverture trilobée du champ gardée par un soldat romain de sable tenant une lance du même. |
| Blason de Grésy-sur-Isère | Détails | Le statut officiel du blason reste à déterminer. |

Pas d'information pour les communes de Gerbaix, Gresin, Grésy-sur-Aix et Grignon.
- Haut – A
- B
- C
- D
- E
- F
- G
- H
- I
- J
- K
- L
- M
- N
- O
- P
- Q
- R
- S
- T
- U
- V
- W
- X
- Y
- Z

## H
| Blason de Hauteluce | Blason  | Parti d’azur à une montagne d’argent, un barrage-voûte du même aux contreforts de sable mouvant du flanc dextre et retenant un lac d’azur mouvant du parti ; et de sinople à un clocher à bulbe d’or ajouré de deux fenêtres de sable et mouvant de la pointe ; au chef de gueules à la croix d’argent (Chef de Savoie). |
| Blason de Hauteluce | Détails | Le statut officiel du blason reste à déterminer. |

| Blason de Hauteville | Blason  | Fascé de pourpre et d'or, au sautoir d'argent brochant sur le tout. |
| Blason de Hauteville | Détails | Le statut officiel du blason reste à déterminer.                    |

Pas d'information pour les communes d'Hautecour et d'Hermillon.
- Haut – A
- B
- C
- D
- E
- F
- G
- H
- I
- J
- K
- L
- M
- N
- O
- P
- Q
- R
- S
- T
- U
- V
- W
- X
- Y
- Z

## J
Aucune des communes dont le nom commence par J : Jacob-Bellecombette, Jarrier, Jarsy, Jongieux ; ne dispose d'un blason connu à ce jour.

## L
| Blason de Lanslebourg-Mont-Cenis | Blason  | De gueules à la croix d'argent chargée en abîme d'un château masuré, en chef et aux flancs de trois étoiles, le tout de gueules et en pointe d'une Vierge d'argent vêtue du champ mouvant de la pointe, cantonnée au premier d'une colombe fondante et tenant un rameau d'olivier d'argent, au deuxième d'une Croix de guerre 1939-1945 au naturel appendant du chef, au troisième d'un sapin d'argent et au quatrième d'un edelweiss posé en barre, tigé et feuillé du même. |
| Blason de Lanslebourg-Mont-Cenis | Détails | Officiel, présent du site internet de la mairie. |

Pas d'information pour les communes suivantes : La Plagne Tarentaise, Laissaud, Landry, Lanslevillard, La Léchère, Lépin-le-Lac, Les Belleville, Lescheraines, Loisieux.
Lucey porte un pseudo-blason.
- Haut – A
- B
- C
- D
- E
- F
- G
- H
- I
- J
- K
- L
- M
- N
- O
- P
- Q
- R
- S
- T
- U
- V
- W
- X
- Y
- Z

## M
| Blason de Mercury | Blason  | D'azur au chevron d'or chargé d'un chevron de gueules et accompagné de trois lionceaux du second, les deux en chef affrontés. |
| Blason de Mercury | Détails | Le statut officiel du blason reste à déterminer.                                                                              |

| Blason de Modane | Blason  | De gueules à deux jumelles d'or posées en pal, à la croix alésée et abaissée d'argent, sa traverse brochant sur les jumelles, surmontée d'une fleur de lys d'or et surchargée d'un une tour crénelée de 5 pièces du même, ouverte de sable et brochant sur la croix. |
| Blason de Modane | Détails | Le statut officiel du blason reste à déterminer. |

| Blason de Les Mollettes | Blason  | Parti: au 1er de gueules à la croix d'argent, au 2e coupé, au I reparti d'azur à la tour d'argent maçonnée de sable, surmontée d'un soleil non figuré d'or et d'argent à la feuille de vigne versée de sinople, au II d'or à cinq mollards de sable. |
| Blason de Les Mollettes | Détails | Armes parlantes. (mollards) Le statut officiel du blason reste à déterminer. |

| Blason de Montmélian | Blason  | De gueules, au chef du même chargé d'une croix d'argent. —OU— De gueules au chef de Savoie. |
| Blason de Montmélian | Détails | Le statut officiel du blason reste à déterminer.                                            |

| Blason de La Motte-Servolex | Blason  | Tranché d'un gironné d'azur et de gueules, une foi d'or brochant sur le tout, au canton senestre aussi de gueules chargé d'une croix d'argent (de Savoie) ; et d'azur à trois pommes d'or en orle ; à la cotice du même brochant sur la partition. |
| Blason de La Motte-Servolex | Détails | Conflit héraldique : le blason ne présente que deux pommes. Le statut officiel du blason reste à déterminer. |

| Blason de Moûtiers | Blason  | Parti de gueules à deux clefs d'or passées en sautoir et liées d'azur, mi-parti d'or à l'aigle bicéphale de sable, becquée et membrée du champ |
| Blason de Moûtiers | Détails | Conflit héraldique : le dessin présente les clés liées d'or. Le statut officiel du blason reste à déterminer.                                  |

| Blason de Mouxy | Blason  | Échiqueté d'or et d'azur de quatre tires.        |
| Blason de Mouxy | Détails | Le statut officiel du blason reste à déterminer. |

Pas d'information pour les communes suivantes : Les Marches, Marcieux, Marthod, Méry, Meyrieux-Trouet, Montagnole, Montagny, Montailleur, Montaimont, Montcel, Montendry, Montgellafrey, Montgilbert, Monthion, Montricher-Albanne, Montsapey, Montvalezan, Montvernier, La Motte-en-Bauges, Motz, Myans.
- Haut – A
- B
- C
- D
- E
- F
- G
- H
- I
- J
- K
- L
- M
- N
- O
- P
- Q
- R
- S
- T
- U
- V
- W
- X
- Y
- Z

## N
| Blason de Nances | Blason  | De gueules à la fasce d'argent, à la bande de sable brochant sur le tout. |
| Blason de Nances | Détails | Le statut officiel du blason reste à déterminer.                          |

| Blason de Notre-Dame-de-Bellecombe | Blason  | D'azur à un mont d'argent sur une terrasse de sinople, accompagné d'une église du second ouverte de sable et essorée de gueules. |
| Blason de Notre-Dame-de-Bellecombe | Détails | Le statut officiel du blason reste à déterminer.                                                                                 |

Pas d'information pour les communes suivantes : Notre-Dame-des-Millières, Notre-Dame-du-Cruet, Notre-Dame-du-Pré, Novalaise, Le Noyer.
- Haut – A
- B
- C
- D
- E
- F
- G
- H
- I
- J
- K
- L
- M
- N
- O
- P
- Q
- R
- S
- T
- U
- V
- W
- X
- Y
- Z

## O
| Blason de Orelle | Blason  | D'azur à deux fasces d'or accompagnées de trois coquilles d'argent rangées en chef et d'une croisette latine tréflée du même en abîme. Devise / CriBenefaciat Deus facientibus quoniam vere terram suam fovent (Que Dieu bénisse ceux qui œuvrent, car ceux-ci chérissent vraiment leur terre) |
| Blason de Orelle | Détails | Le statut officiel du blason reste à déterminer. |

Pas d'information pour la commune d'Ontex.
- Haut – A
- B
- C
- D
- E
- F
- G
- H
- I
- J
- K
- L
- M
- N
- O
- P
- Q
- R
- S
- T
- U
- V
- W
- X
- Y
- Z

## P
| Blason de Pallud | Blason  | D'azur à quatre fasces d'or.                         |
| Blason de Pallud | Détails | Officiel, présent sur le site internet de la commune |

| Blason de Peisey-Nancroix | Blason  | Taillé : au 1) de gueules au soleil d'or, au 2) d'azur à un flocon de neige d'argent. |
| Blason de Peisey-Nancroix | Détails | Le statut officiel du blason reste à déterminer.                                      |

| Blason de Pont-de-Beauvoisin (Le) | Blason  | De gueules à la croix d'argent cantonnée d'une étoile du même au 1er. |
| Blason de Pont-de-Beauvoisin (Le) | Détails | Le statut officiel du blason reste à déterminer.                      |

| Blason de Pralognan-la-Vanoise | Blason  | Écartelé : au 1er de gueules à l'aigle d'or, au 2d d'or à l'aigle de sable, aux 3e et 4e de gueules plain ; à la croix d'argent brochant sur l'écartelé. |
| Blason de Pralognan-la-Vanoise | Détails | Le statut officiel du blason reste à déterminer. |

Pas d'information pour les communes suivantes : Planaise, Planay, Plancherine, Le Pontet, Presle, Pugny-Chatenod et Puygros.
Pontamafrey-Montpascal porte un pseudo-blason.
- Haut – A
- B
- C
- D
- E
- F
- G
- H
- I
- J
- K
- L
- M
- N
- O
- P
- Q
- R
- S
- T
- U
- V
- W
- X
- Y
- Z

## Q
La seule commune du département dont le nom commence par la lettre Q, Queige, ne dispose pas d'un blason.

## R
| Blason de Ravoire (La) | Blason  | D'argent à trois pals de gueules, à la bande d'azur brochant sur le tout. |
| Blason de Ravoire (La) | Détails | Le statut officiel du blason reste à déterminer.                          |

| Blason de Rochette (La) | Blason  | D'azur à trois fers de lance à l'antique d'or.   |
| Blason de Rochette (La) | Détails | Le statut officiel du blason reste à déterminer. |

| Blason de Rognaix | Blason  | Coupé de gueules à la croix d’argent (de Savoie), et d’or à la clarine de gueules, accostée de 2 sapins de sinople. |
| Blason de Rognaix | Détails | Le statut officiel du blason reste à déterminer.                                                                    |

| Blason de Ruffieux | Blason  | De gueules à la croix d'argent (de Savoie) cantonnée au 1er de trois étoiles mal ordonnées, aux 2d et 3e d'une étoile, au 4e de trois étoiles, le tout du même. |
| Blason de Ruffieux | Détails | Le statut officiel du blason reste à déterminer. |

Pas d'information pour les communes de Randens, Rochefort et Rotherens.
- Haut – A
- B
- C
- D
- E
- F
- G
- H
- I
- J
- K
- L
- M
- N
- O
- P
- Q
- R
- S
- T
- U
- V
- W
- X
- Y
- Z

## S
| Blason de Saint-Alban-des-Hurtières | Blason  | Parti d'or au griffon de gueules, et d'un coupé d'azur à la fleur de lis d'or, et d'argent à trois trèfles tigés de sable empoignés et mouvant de la pointe. |
| Blason de Saint-Alban-des-Hurtières | Détails | Le statut officiel du blason reste à déterminer. |

| Blason de Saint-Avre | Blason  | Tiercé en barre de gueules, d'argent et d'or ; à la bordure d'argent et d'azur, un four banal du lieu d'argent brochant sur le tout et surmonté à dextre d'une croisette du même chargeant le gueules. |
| Blason de Saint-Avre | Détails | Le statut officiel du blason reste à déterminer. |

| Blason de Saint-Baldoph | Blason  | Parti de gueules à la croix d'argent (de Savoie), et d'azur à la crosse contournée d'or senestrée d'une tour du même ouverte et ajourée de sable. |
| Blason de Saint-Baldoph | Détails | Le statut officiel du blason reste à déterminer.                                                                                                  |

| Blason à dessiner | Blason  | Écartelé: au 1er contre-écartelé au I d'argent à la croix potencée d'or cantonnée de quatre croisettes du même, au 2e burelé d'argent et d'azur au lion de gueules armé, lampassé et couronné d'or, au III d'or au lion de gueules, au IV d'argent au lion de gueules, au 2e parti au I de gueules au cheval cabré contourné d'argent, au II fascé d'azur et d'or de huit pièces au crancelin fleuronné d'or, enté en pointe d'argent à trois bouterolles de gueules, au 3e parti au I d'argent semé de billettes de sable et au lion du même, au II de sable au lion d'argent, au 4e parti au I échiqueté d'or et d'azur, au II de gueules à la fasce d'argent; sur le tout de gueules à la croix d'argent. |
| Blason à dessiner | Détails | Le statut officiel du blason reste à déterminer. |

| Blason de Saint-Étienne-de-Cuines | Blason  | D'or au lion de sable ; à la bande de gueules chargée de trois étoiles d'argent brochante. |
| Blason de Saint-Étienne-de-Cuines | Détails | Le statut officiel du blason reste à déterminer.                                           |

| Blason de Saint-Genix-sur-Guiers | Blason  | D'azur à un mur crénelé d'argent maçonné de sable et ouvert de trois portes du même, mouvant de la pointe, au chef cousu de gueules chargé d'une croix d'argent (Chef de Savoie). |
| Blason de Saint-Genix-sur-Guiers | Détails | Le chef cousu est ici acceptable, puisqu'il s'agit du Chef de Savoie. Le statut officiel du blason reste à déterminer.                                                            |

| Blason de Saint-Jean-de-Maurienne | Blason  | D’azur à la main dextre bénissante d'argent, parée du même. |
| Blason de Saint-Jean-de-Maurienne | Détails | La main bénissante représente les reliques de saint Jean-Baptiste, rapportée d'Alexandrie, au VIe siècle, par Sainte Thècle. Le statut officiel du blason reste à déterminer. |

| Blason de Saint-Léger | Blason  | D'argent au paysage au trait de sable, composé d'une montagne, d'une tour ajourée de sable et de quatre sapins, posés sur une champagne de gueules chargée d'une croix d'argent. |
| Blason de Saint-Léger | Détails | Le statut officiel du blason reste à déterminer. |

| Blason de Saint-Marcel | Blason  | Taillé : au 1er de gueules à une boucle de ceinturon burgonde figurant un personnage d'or, au 2d mi-taillé d'or à trois fleurs de lys de gueules. |
| Blason de Saint-Marcel | Détails | Adopté en 1990. |

| Blason de Saint-Martin-de-Belleville | Blason  | Taillé d'argent et de gueules à l'épée d'or brochant sur la partition, adextrée, en chef, d'une étoile soudée du même.                                      |
| Blason de Saint-Martin-de-Belleville | Détails | * Il y a là non-respect de la règle de contrariété des couleurs : ces armes sont fautives (or sur argent). Le statut officiel du blason reste à déterminer. |

| Blason de Saint-Michel-de-Maurienne | Blason  | De sable au vol d'argent, au chef du même chargé d'une aigle du champ. |
| Blason de Saint-Michel-de-Maurienne | Détails | Le statut officiel du blason reste à déterminer.                       |

| Blason de Saint-Ours | Blason  | De sinople à la bande d'or frettée de gueules.   |
| Blason de Saint-Ours | Détails | Le statut officiel du blason reste à déterminer. |

| Blason de Saint-Paul | Blason  | D'azur au paon rouant d'or.                      |
| Blason de Saint-Paul | Détails | Le statut officiel du blason reste à déterminer. |

| Blason de Saint-Paul-sur-Isère | Blason  | D'azur à trois fasces d'argent, celle du milieu chargée en cœur d'une croisette tréflée de gueules ; au lion de sable allumé, armé, viléné et lampassé du second, entravaillé sous la deuxième fasce sur laquelle il broche de sa patte antérieure senestre, brochant sur les deux autres, la queue léopardée passant sur la deuxième fasce et sous la première, puis s'arrondissant sur elle. |
| Blason de Saint-Paul-sur-Isère | Détails | Le statut officiel du blason reste à déterminer. |

| Blason de Saint-Pierre-d'Albigny | Blason  | D'azur au triregnum d'argent sommé d'une croisette d'or, à deux clefs du même passées en sautoir et liées du second, brochant sur le tout. |
| Blason de Saint-Pierre-d'Albigny | Détails | Armes parlantes (clé de st Pierre). Le statut officiel du blason reste à déterminer.                                                       |

| Blason de Saint-Pierre-de-Belleville | Blason  | D'azur à la cloche en fer du lieu au naturel; mantelé cousu de gueules chargé d'une croix d'argent et de deux clés de sable passées en sautoir brochant sur la croix.                                                                          |
| Blason de Saint-Pierre-de-Belleville | Détails | Armes parlantes (clé de st Pierre). * Ces armes emploient le terme « cousu » dans le seul but de contrevenir à la règle de contrariété des couleurs : elles sont fautives : gueules sur azur. Le statut officiel du blason reste à déterminer. |

| Blason de Saint-Pierre-de-Curtille | Blason  | Parti de gueules et d'argent, à deux clés d'or passées en sautoir brochantes.        |
| Blason de Saint-Pierre-de-Curtille | Détails | Armes parlantes (clé de st Pierre). Le statut officiel du blason reste à déterminer. |

| Blason de Saint-Rémy-de-Maurienne | Blason  | D'azur au sautoir cantonné de deux étoiles en chef et pointe, et de deux losanges aux flancs, le tout d'or. |
| Blason de Saint-Rémy-de-Maurienne | Détails | Le statut officiel du blason reste à déterminer.                                                            |

| Blason de Saint-Sorlin-d'Arves | Blason  | Coupé de gueules au pal d'argent, et d'argent plain ; à l'aigle de sable brochant sur la partition. |
| Blason de Saint-Sorlin-d'Arves | Détails | Le statut officiel du blason reste à déterminer.                                                    |

| Blason de Saint-Sulpice | Blason  | De gueules à la bande d'argent chargée de cinq mouchetures d'hermine de sable. |
| Blason de Saint-Sulpice | Détails | Le statut officiel du blason reste à déterminer.                               |

| Blason de Saint-Vital | Blason  | D'argent à la bande de gueules.                  |
| Blason de Saint-Vital | Détails | Le statut officiel du blason reste à déterminer. |

| Blason de Sainte-Hélène-sur-Isère | Blason  | Écartelé : aux 1er et 4e de gueules au lion d'or, au 2d de gueules à la croisette d'argent, au 3e de gueules à la bande d'or bordée de sable.                   |
| Blason de Sainte-Hélène-sur-Isère | Détails | * Il y a là non-respect de la règle de contrariété des couleurs : ces armes sont fautives (sable sur gueules). Le statut officiel du blason reste à déterminer. |

| Blason de Salins-les-Thermes | Blason  | D’or à la bande de gueules.                      |
| Blason de Salins-les-Thermes | Détails | Le statut officiel du blason reste à déterminer. |
| Blason de Salins-les-Thermes | Alias   | D'or au lion d'azur.                             |

| Blason de Séez | Blason  | Écartelé d'or à la croix de gueules, et d'or à la bande de gueules chargée de trois billettes d'argent. |
| Blason de Séez | Détails | Le statut officiel du blason reste à déterminer.                                                        |

| Blason de Serrières-en-Chautagne | Blason  | D'azur à la tour couverte du lieu d'argent, à la clé d'or en fasce brochante; au chef parti de gueules à la croix d'argent (de Savoie), et d'or à une grappe de raisin de pourpre feuillée de sinople, le sommet de la tour brochant en partie sur le chef. |
| Blason de Serrières-en-Chautagne | Détails | Le statut officiel du blason reste à déterminer. |

| Blason de Sonnaz | Blason  | Écartelé en sautoir : au 1er d'azur à un château d'or, au 2d d'or à une grue tenant sa vigilance de sinople, brochant sur des joncs du même ; au 3e d'or à une branche de châtaignier de sinople posée en pal, un sanglier passant de sable brochant ; au 4e d'azur à une gerbe d'or et un pic de mineur de sable, posé en bande et brochant sur la gerbe ; au sautoir de gueules chargé d'une épée d'or posée en bande et passée en sautoir avec sa gaine du même, brochant sur la partition. |
| Blason de Sonnaz | Détails | Le statut officiel du blason reste à déterminer. |

Pas d'information pour les communes suivantes : Saint-Alban-d'Hurtières, Saint-Alban-de-Montbel, Saint-Alban-des-Villards, Saint-Alban-Leysse, Saint-André, Saint-Avre, Saint-Béron, Saint-Colomban-des-Villards, Saint-Franc, Saint-François-de-Sales, Saint François Longchamp, Saint-Jean-d'Arves, Saint-Jean-d'Arvey, Saint-Jean-de-Belleville, Saint-Jean-de-Chevelu, Saint-Jean-de-Couz, Saint-Jean-de-la-Porte, Saint-Jeoire-Prieuré, Saint-Julien-Mont-Denis, Saint-Martin-d'Arc, Saint-Martin-de-la-Porte, Saint-Martin-sur-la-Chambre, Saint-Maurice-de-Rotherens, Saint-Nicolas-la-Chapelle, Saint-Offenge, Saint-Oyen, Saint-Pancrace, Saint-Pierre-d'Alvey, Saint-Pierre-d'Entremont, Saint-Pierre-de-Genebroz, Saint-Pierre-de-Soucy, Saint-Thibaud-de-Couz, Sainte-Foy-Tarentaise, Sainte-Hélène-du-Lac, Sainte-Marie-d'Alvey, Sainte-Marie-de-Cuines, Sainte-Reine, Salins-Fontaine, Sollières-Sardières.
Saint-Cassin et Saint-Georges-d'Hurtières portent des pseudo-blasons.
- Haut – A
- B
- C
- D
- E
- F
- G
- H
- I
- J
- K
- L
- M
- N
- O
- P
- Q
- R
- S
- T
- U
- V
- W
- X
- Y
- Z

## T
| Blason de Table (La) | Blason  | Parti d'azur à une fleur de lys d'or, et d'un gironné d'or et d'azur ; à la lettre capitale T de gueules brochant sur la partition. |
| Blason de Table (La) | Détails | Création de Jean-François Binon. Le statut officiel du blason reste à déterminer.                                                   |

| Blason de Tignes | Blason  | Parti de sable et d'argent, à un soleil d'or brochant. |
| Blason de Tignes | Détails | Le statut officiel du blason reste à déterminer.       |

| Blason de Tournon | Blason  | De sinople à la bande d'or chargée de trois lions de gueules posés à plomb, accompagnée, en chef, d'une croisette d'argent et, en pointe, d'un albanais (cygne) essorant du même, becqué et membré de gueules,. |
| Blason de Tournon | Détails | Le statut officiel du blason reste à déterminer. |

| Blason de Tours-en-Savoie | Blason  | Parti de gueules à la croix d'argent (de Savoie), et du même à la grappe de deux cerises du premier, tigées et feuillées de sinople. |
| Blason de Tours-en-Savoie | Détails | Le statut officiel du blason reste à déterminer.                                                                                     |

| Blason de Tresserve | Blason  | Parti d'azur au cygne essorant d'argent, au chef d'or chargé d'une étoile de gueules ; et d'un gironné d'azur et d'or de huit pièces. |
| Blason de Tresserve | Détails | Le statut officiel du blason reste à déterminer.                                                                                      |

Pas d'information pour les communes suivantes : Termignon, Thénésol, Thoiry, La Thuile, Traize, Trévignin, La Trinité.
- Haut – A
- B
- C
- D
- E
- F
- G
- H
- I
- J
- K
- L
- M
- N
- O
- P
- Q
- R
- S
- T
- U
- V
- W
- X
- Y
- Z

## U
| Blason de Ugine | Blason  | De gueules au gril d'or, la poignée vers la pointe.                                                                        |
| Blason de Ugine | Détails | Le gril d'or commémore le martyre de saint Laurent, saint patron d'Ugine. Le statut officiel du blason reste à déterminer. |

## V
| Blason de Val-d'Isère | Blason  | Écartelé d'or à la croix de gueules, et d'or à la bande de gueules chargée de trois coquilles d'argent. |
| Blason de Val-d'Isère | Détails | Le statut officiel du blason reste à déterminer.                                                        |

| Blason de Villard-Léger | Blason  | D'azur au chevron renversé d'or accompagné en chef d'un écusson cousu de gueules à la croix d'argent (de Savoie) et en pointe, à dextre, d'une épée d'argent posée en bande et, à senestre d'une clé contournée d'argent posée en barre. |
| Blason de Villard-Léger | Détails | * Il y a là non-respect de la règle de contrariété des couleurs : ces armes sont fautives (gueules sur azur). Le statut officiel du blason reste à déterminer.                                                                           |

Pas d'information pour les communes suivantes : Valloire, Valmeinier, Venthon, Verel-de-Montbel, Verel-Pragondran, Le Verneil, Verrens-Arvey, Verthemex, Villard-d'Héry, Villard-Sallet, Villard-sur-Doron, Villarembert, Villargondran, Villarodin-Bourget, Villaroger, Villaroux, Vimines, Vions, Viviers-du-Lac, Voglans
- Haut – A
- B
- C
- D
- E
- F
- G
- H
- I
- J
- K
- L
- M
- N
- O
- P
- Q
- R
- S
- T
- U
- V
- W
- X
- Y
- Z

## Y
| Blason de Yenne | Blason  | D’azur diapré d'argent, au chef cousu de gueules à la croix du second (Chef de Savoie).            |
| Blason de Yenne | Détails | Le chef cousu ici est acceptable (Chef de Savoie) Le statut officiel du blason reste à déterminer. |